# 中华人民共和国行政管理区列表
中华人民共和国的行政管理区是指地方政府设立的行政管理区域，不是中华人民共和国行政区划单位，并非中华人民共和国民政部登记在册的行政区。包括县级（含副地级）行政管理区、乡级（含副县级）管理区等，管理区不设人民代表大会和人民政府，行政机关一般为管理委员会，或行政委员会、管理局等，这些行政机关是上级人民政府的派出机构，不构成一级政权。
注：
- 本条目尚未完善，部分管理区有待添加。
- “管理区”是指各行政区划模板首行（或标题）上的那个行政区，并非指该模板首行（或标题）下的行政区（或社区及行政村）。

以下为中华人民共和国各级行政管理区管辖区域：

## 湖南省

### 洪江管理区
洪江管理区位于湖南西南部，是在怀化“地改市”过程中合并原洪江市（今洪江管理区）和黔阳县（今洪江市），激起原洪江市（今洪江管理区）政府和人民的强烈不满，并于1999年2月至4月发生“洪江事件”的特殊情况下设立的直属于怀化市的县级行政管理区，在国家正式的行政区划上仍为洪江市的一部分。

### 屈原管理区
屈原管理区为中华人民共和国湖南省岳阳市下辖的县级行政管理区。

### 西湖管理区
西湖管理区为中华人民共和国湖南省常德市下辖的县级行政管理区。

### 西洞庭管理区
西洞庭管理区为中华人民共和国湖南省常德市下辖的县级行政管理区。

### 大通湖管理区
大通湖管理区为中华人民共和国湖南省益阳市下辖的县级行政管理区。

## 湖北省

### 龙感湖管理区
龙感湖管理区为湖北省黄冈市下辖的一个行政管理区，在黄梅县境。

## 河北省

### 汉沽管理区
汉沽管理区为中华人民共和国河北省唐山市下辖的县级行政管理区。

### 察北管理区
察北管理区为中华人民共和国河北省张家口市下辖的县级行政管理区。

### 塞北管理区
塞北管理区为中华人民共和国河北省张家口市下辖的县级行政管理区。

## 甘肃省

### 甘肃矿区
甘肃矿区，即中国核工业总公司四〇四厂，是中国核工业集团管理的地级行政管理区。位于甘肃省玉门市境内，因保密需要始建时对外称为甘肃矿区。

## 河南省

### 上天梯非金属矿管理区
上天梯非金属矿管理区为中华人民共和国河南省信阳市平桥区下辖的乡级管理区。
Template:上天梯非金属矿管理区行政区划

## 内蒙古自治区

### 乌拉盖管理区
乌拉盖管理区是内蒙古锡林郭勒盟的一个行政管理区。行使旗县功能。总面积5013平方公里，辖3个国有农牧场、1个建制镇，场镇下设4个社区，9个分场和9个嘎查村。总人口2.6万，其中蒙古族占28%。